# Abdul Aziz (Leichtathlet)
Abdul Aziz (* 10. November 1924; † nach 1956) war ein pakistanischer Sprinter.
Bei den Olympischen Spielen 1952 in Helsinki erreichte er in der 4-mal-100-Meter-Staffel das Halbfinale und schied über 100 und 200 Meter in der ersten Runde aus.
1954 kam er bei den British Empire and Commonwealth Games in Vancouver mit der pakistanischen 4-mal-110-Yards-Stafette auf den fünften Platz und scheiterte über 220 Yards im Vorlauf.
Bei den Olympischen Spielen 1956 in Melbourne kam er mit der pakistanischen 4-mal-100-Meter-Stafette ins Halbfinale und schied über 200 Meter im Vorlauf aus.

## Persönliche Bestzeiten
- 100 m: 10,5 s, 1952
- 200 m: 21,6 s, 1952